# Manslagter Kirche

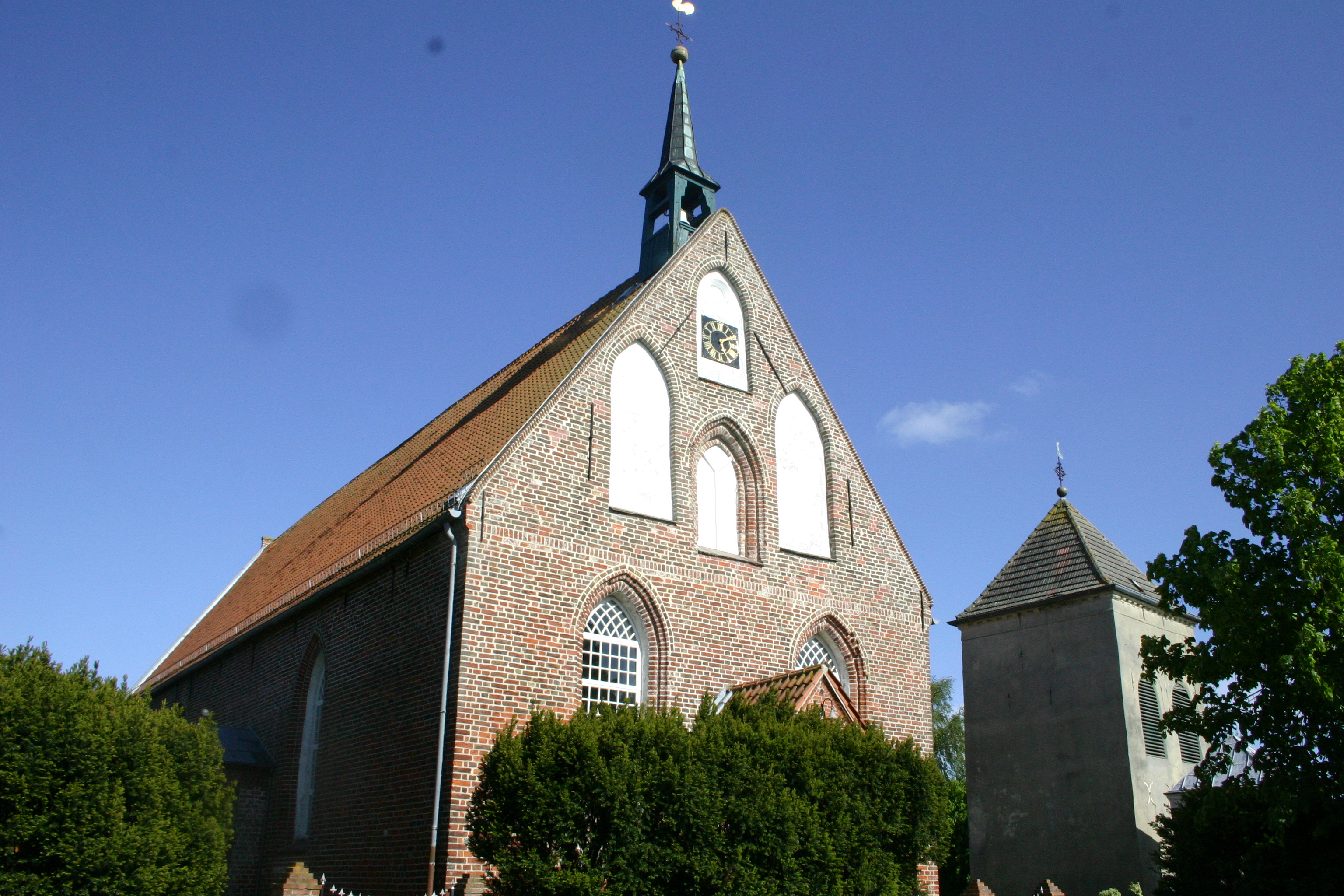
Evangelisch-reformierte Manslagter Kirche, 2009

Die evangelisch-reformierte Manslagter Kirche im ostfriesischen Manslagt wurde um 1400 auf einer Warft errichtet.

## Geschichte
Im Mittelalter gehörte Manslagt zur Propstei Groothusen im Bistum Münster. Um 1500 versorgten zwei Priester die Gemeinde. Im Zuge der Reformation wandte sich die Gemeinde dem reformierten Bekenntnis zu.
Die spätgotische Saalkirche wurde um das Jahr 1400 errichtet. Möglicherweise wurde sie als Ersatz für eine ältere Vorgängerkirche gebaut, worauf Einrichtungsgegenstände aus dem 12. und 13. Jahrhundert hinweisen.

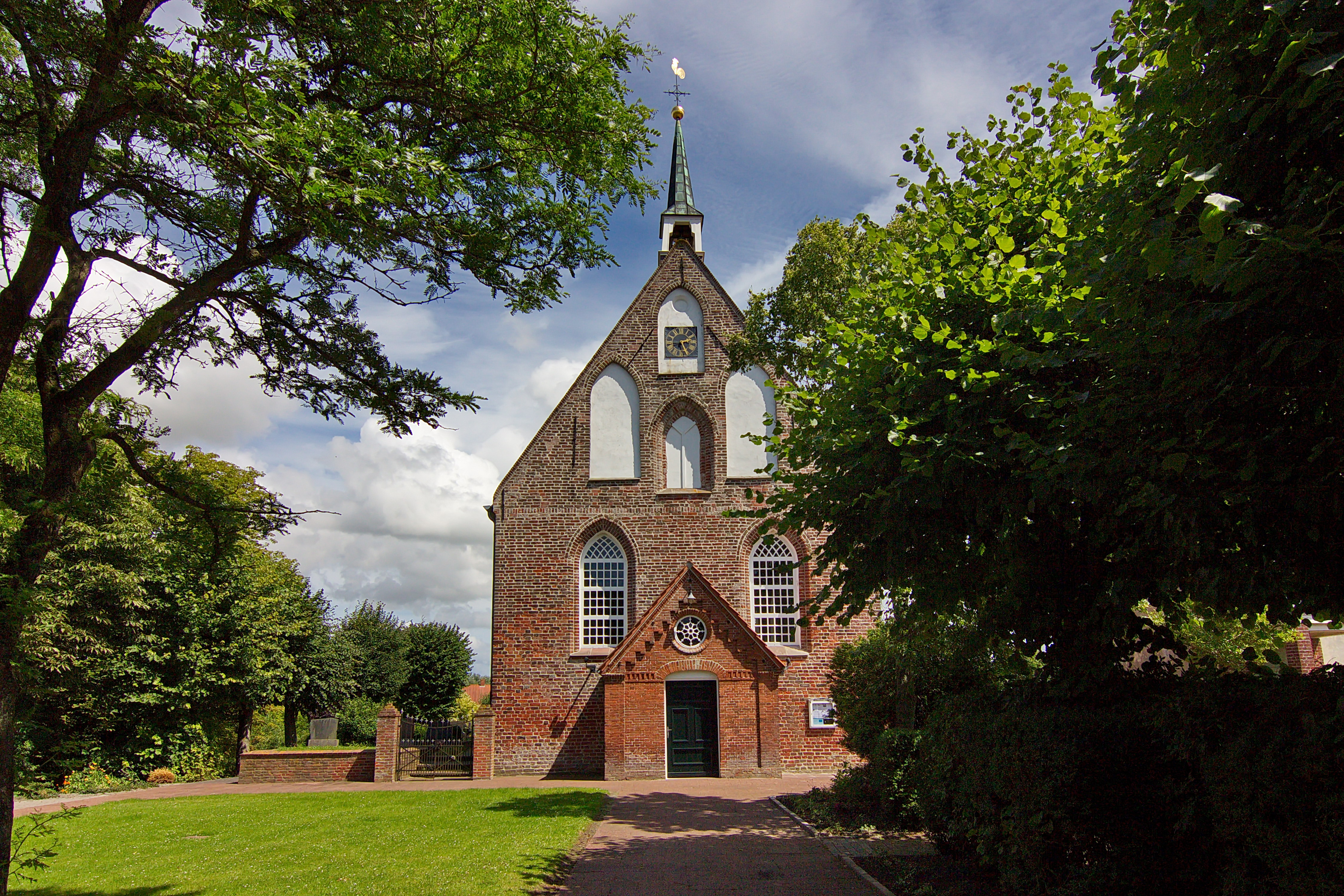
Die Kirche, westliche Ansicht
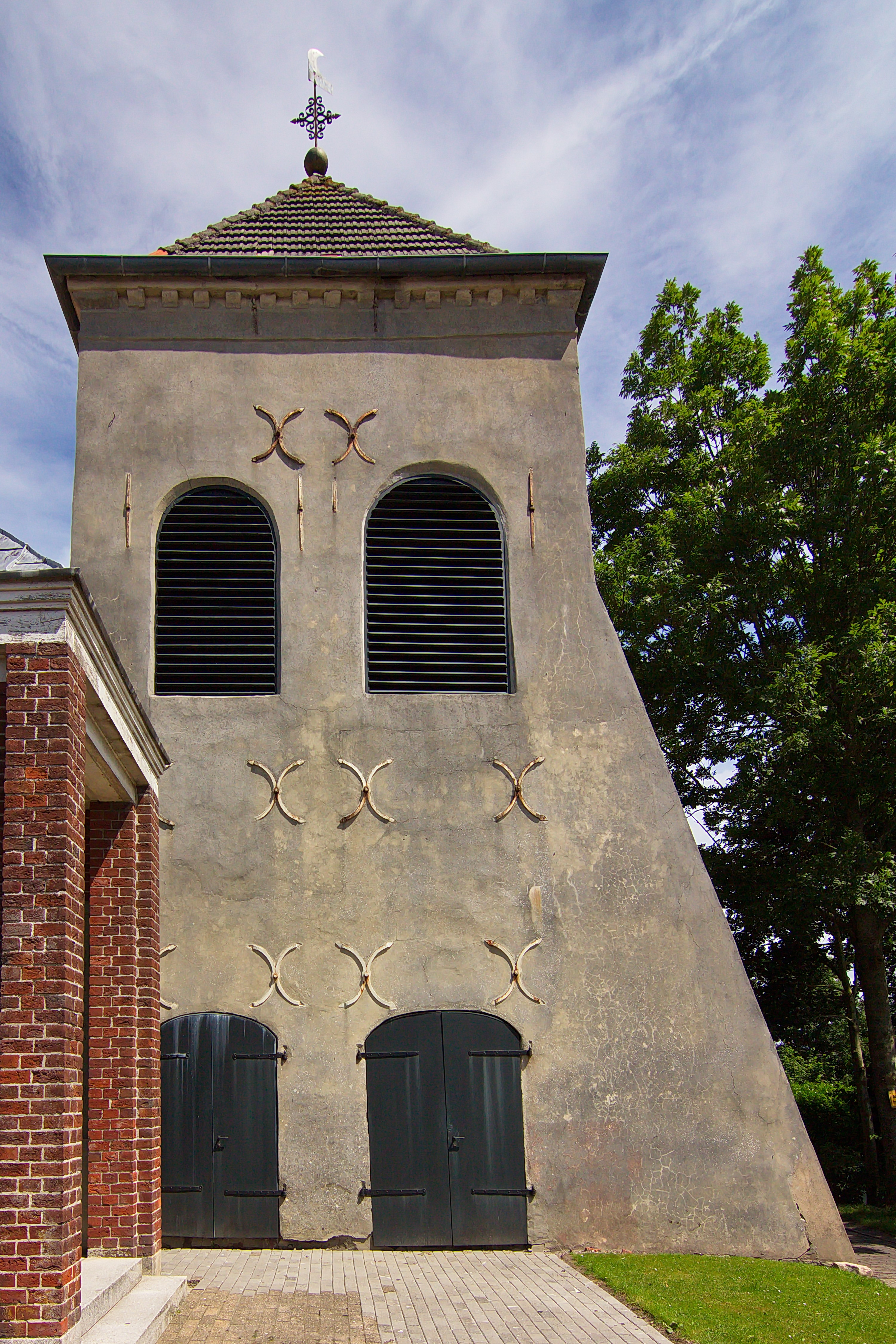
Der Glockenturm der Kirche
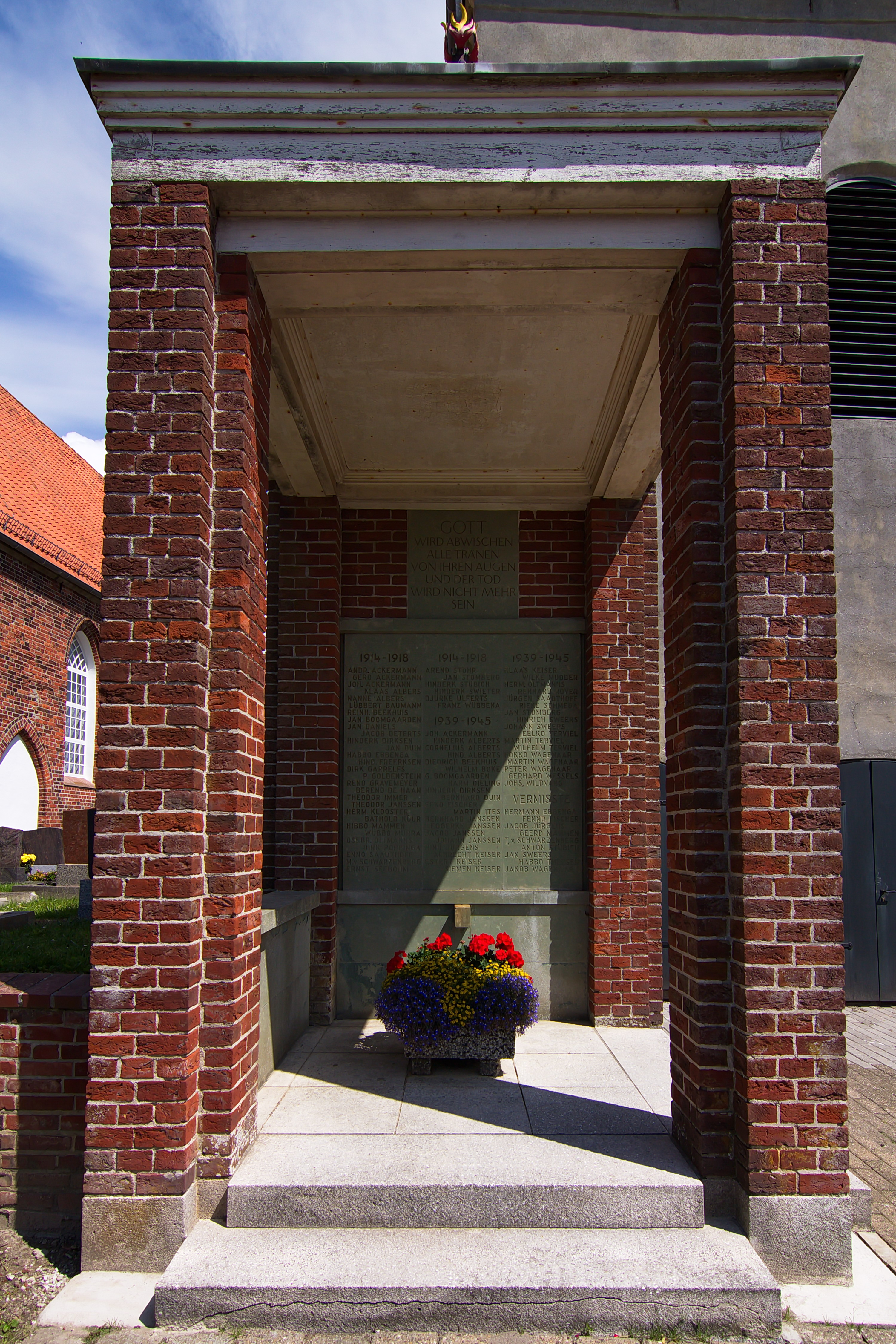
Kriegerdenkmal für die Gefallenen der beiden Weltkriege
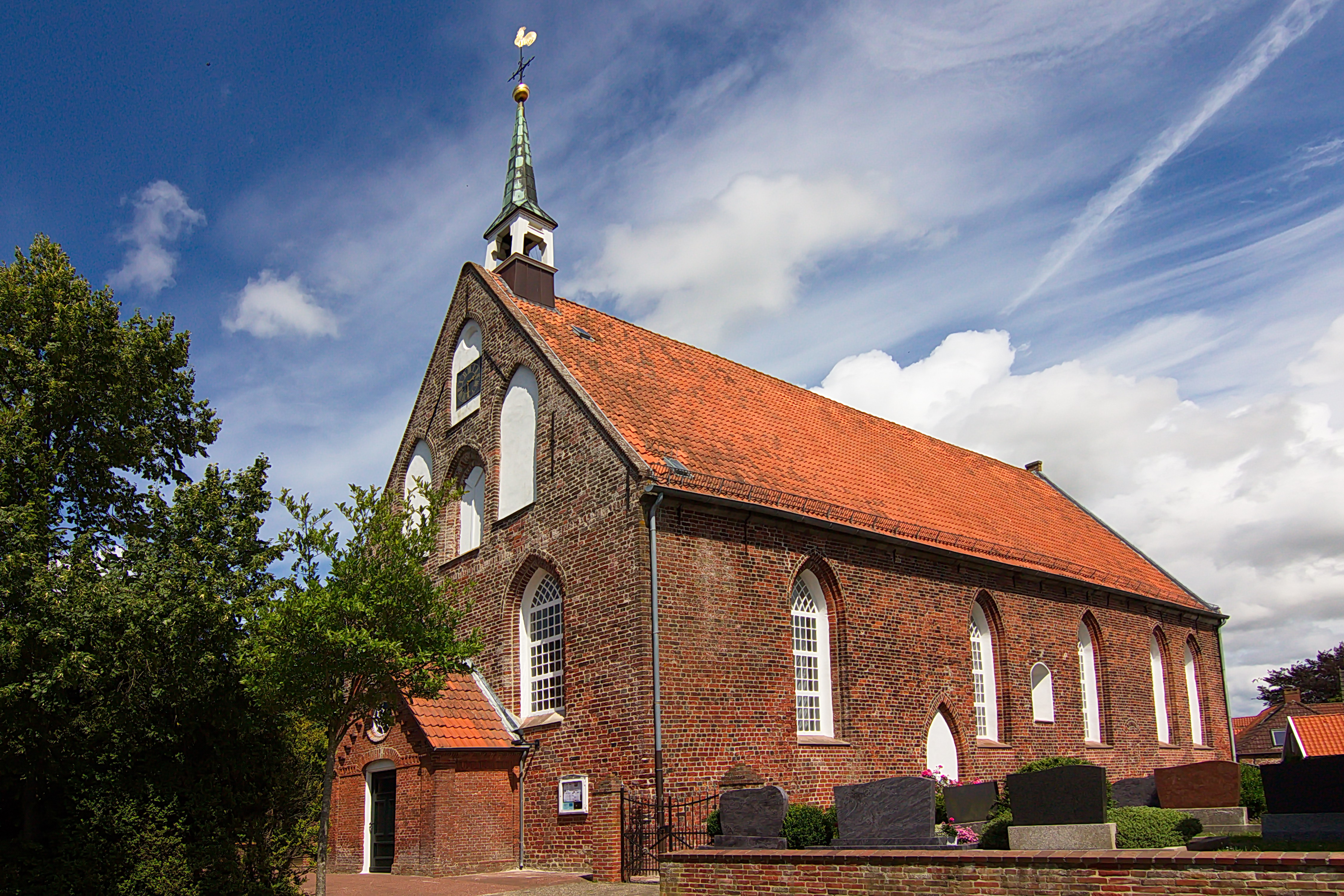
Die Kirche, südwestliche Ansicht

## Baubeschreibung
Die Kirche ist eine rechteckige Einraumkirche aus Backstein mit einem Satteldach, die von einem Rückgriff auf traditionelle Bauformen und einem Niedergang der Baukunst im 14. Jahrhundert zeugt. Der Grundriss beträgt 32 × 9,6 m. In den Längsseiten befinden sich vermauerte Rundbogen-Portale und Spitzbogenfenster (drei im Norden, fünf im Süden) mit gegliederten Leibungen. Die Giebel weisen im oberen Bereich spitzbogige Blenden auf, im unteren Bereich durchbrechen je zwei Spitzbogenfenster die Wand. Dem westlichen Eingang ist ein kleiner Vorbau vorgelagert, der als Windfang dient. Ein Gewölbe ist nie vorhanden gewesen. Der Glockenturm des geschlossenen Typs steht separat im Süden und wird von einem Zeltdach abgeschlossen. Bis zum 19. Juni 1945 besaßen Glockenturm und Dachreiter der Kirche dieselbe Höhe. Durch einen Blitzschlag wurde an diesem Tag die Turmspitze zerstört und infolge Geldmangels nur provisorisch – und damit nicht in der alten Höhe – wieder aufgebaut.

## Ausstattung
Der Innenraum wird seit 1772 von einem hölzernen Tonnengewölbe abgeschlossen. Die Kanzel der Kirche wurde 1714 in Amsterdam gefertigt. Aufgrund der Ähnlichkeit mit der Pilsumer Kanzel wird sie jedoch auch dem Emder Meister Peter Gerkes Husmann zugeschrieben. Einer der ältesten Einrichtungsgegenstände ist das Taufbecken aus Bentheimer Sandstein, das aus dem 13. Jahrhundert stammt und möglicherweise aus einer Vorgängerkirche übernommen wurde. Im Chorraum stehen romanische Sarkophage aus der Mitte des 12. Jahrhunderts. Die ältesten Grabsteine datieren von 1599 und 1637 und sind mit Wappen und Inschriften versehen. Über dem westlichen Eingang ist eine Prieche mit einer Uhr angebracht.
Ob ursprünglich ein Lettner aus Stein den Chor abtrennte, kann nicht nachgewiesen werden. Der Chorraum wird heute durch eine hölzerne Wand abgetrennt, vor der die Orgelempore eingezogen ist. In deren gewölbtem Mittelteil ist ein Rückpositiv als Attrappe eingearbeitet.

## Orgel

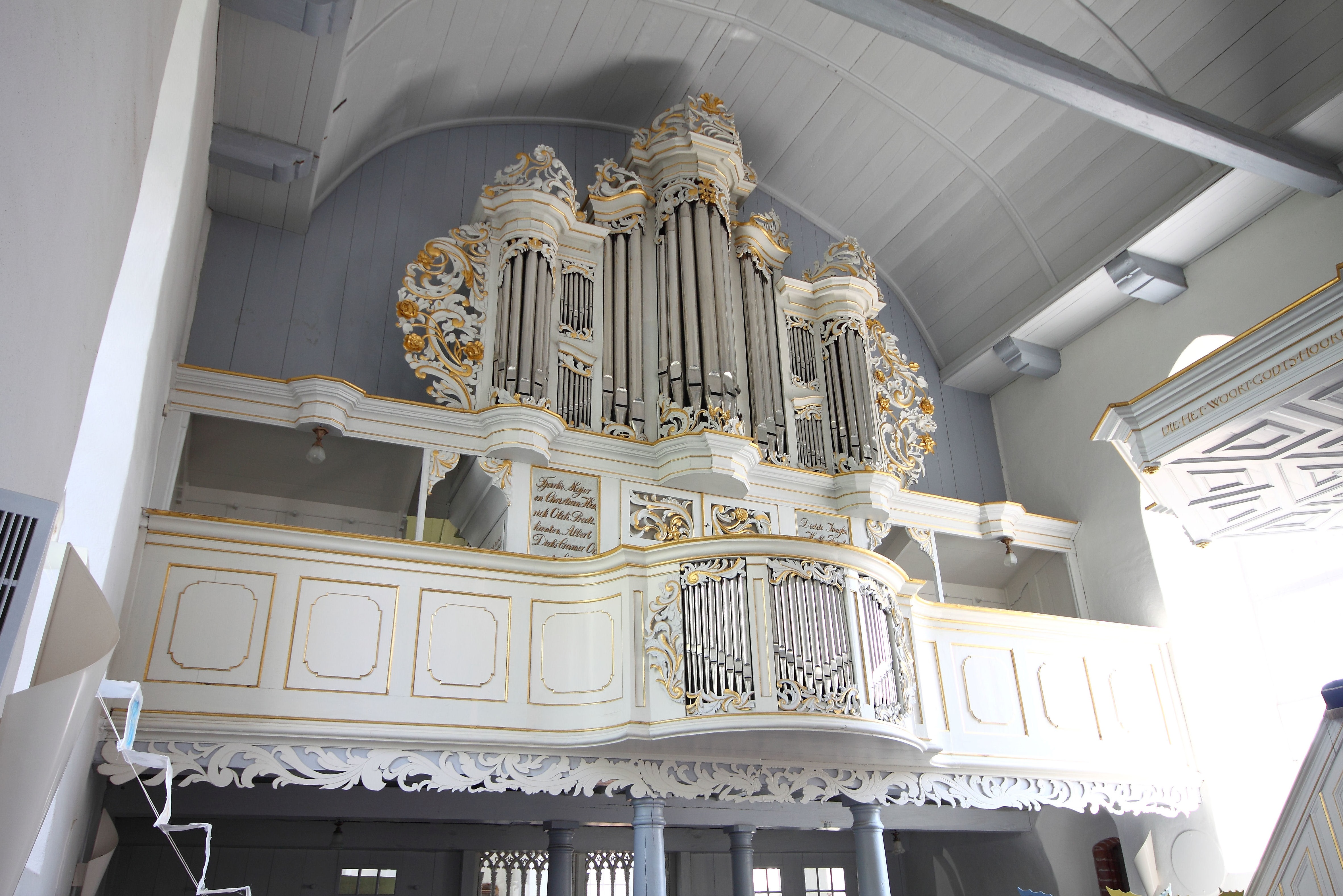
Müller-Orgel von 1778

Die Orgel wurde 1776 bis 1778 von Hinrich Just Müller erbaut und ist weitgehend erhalten. Sie verfügt über 14 Register auf zwei Manualen und ein angehängtes Pedal. Bartelt Immer führte im Jahr 2000 eine Restaurierung durch und rekonstruierte die verlorenen Register.
| I Hauptwerk C–c3 |               |     |     |
| 1.               | Principal     | 8′  | M/I |
| 2.               | Quintadena    | 16′ | M/I |
| 3.               | Viol di Gamba | 8′  | I   |
| 4.               | Octava        | 4′  | M   |
| 5.               | Gemshorn      | 4′  | M   |
| 6.               | Quinta        | 3′  | M   |
| 7.               | Octava        | 2′  | M   |
| 8.               | Mixtur IV     |     | M   |
| 9.               | Trompet B/D   | 8′  | I   |

| II Brustwerk C–c3 |             |    |   |
| 10.               | Gedact      | 8′ | M |
| 11.               | Rohrflöt    | 4′ | M |
| 12.               | Octava      | 2′ | M |
| 13.               | Scharff III |    | M |
| 14.               | Krumhorn    | 8′ | I |

| Pedal C–d1 |                 |
|            | angehängt an HW |

Anmerkungen
M = Hinrich Just Müller (1778)
I = Bartelt Immer (2000)